# Cavidad resonante
Consideremos una guía de ondas que terminamos en cortocircuito. Si a una distancia de media longitud de onda (en la guía) colocamos otro, la cavidad así formada permite la existencia de una onda estacionaria, de aquellas frecuencias cuyas semilongitudes de onda sean múltiplos enteros de la longitud de la guía. En otras palabras: la estructura resuena a esas frecuencias, por lo que se llama cavidad resonante.
En realidad, esta estructura totalmente cerrada no tiene aplicación práctica y, además, tampoco contiene una onda estacionaria ya que no hay ningún generador. Pero, si acoplamos la estructura a un generador, por ejemplo, a través de un orificio o un bucle de hilo conductor, situados convenientemente, se podrán excitar estas ondas estacionarias.
El análisis de la estructura conduce al cálculo de los modos que permite, TEXYZ y TMXYZ. El acoplo se realizará para excitar el modo de interés. Los modos tienen tres subíndices debido a que la onda estacionaria se puede propagar en las tres direcciones del espacio. La existencia de modos superiores indica que la cavidad resonará a la frecuencia fundamental y a sus armónicos.
Como la energía almacenada en la cavidad resonante depende de su volumen y las pérdidas, de su superficie, con cavidades resonantes cilíndricas se puede obtener valores de Q muy elevados.
Aunque esta descripción se ha realizado pensando en ondas electromagnéticas, es igualmente válida para otros tipos de ondas. Los tubos de un órgano, por ejemplo, son cavidades resonantes sintonizados -afinados- a la nota correspondiente que filtran el ruido producido por el aire al rozar la lengüeta, al excitar solamente la frecuencia de resonancia del tubo.

## Aplicaciones
Además del órgano ya mencionado y otros instrumentos musicales, también las campanas y cencerros son cavidades resonantes. El cuerpo de guitarras, violines y otros instrumentos de cuerda también lo son.
En microondas se utilizan para realizar filtros y osciladores. El ondámetro es una cavidad resonante.

## Enlace
- Oscilador en microondas

- Datos: Q5759014
- Multimedia: Microwave cavities / Q5759014